# Orthotrichum liliputanum
Orthotrichum liliputanum är en bladmossart som beskrevs av Brotherus in Herzog 1916. Orthotrichum liliputanum ingår i släktet hättemossor, och familjen Orthotrichaceae. Inga underarter finns listade i Catalogue of Life.